# 三浦正行
三浦 正行（みうら まさゆき、1951年9月18日 - ）は、秋田県秋田市出身の元プロ野球選手（捕手）・コーチ。

## 来歴・人物
秋田市立高清水小学校、秋田市立土崎中学校を経て、秋田市立高卒業後の1970年に電電北海道へ入社し、先輩・村井英司のプロ入り後は正捕手を務めた。
1974年のドラフト6位で大洋ホエールズから指名を受けるが、1975年の都市対抗に4番・捕手で出場。1年遅れの同年11月に入団し、1981年限りで現役を引退。
引退後は大洋→横浜で二軍コーチ補佐兼寮長（1982年 - 1983年）、二軍コーチ補佐（1984年）、一軍バッテリー兼トレーニングコーチ（1985年）、一軍トレーニングコーチ（1986年）、二軍バッテリーコーチ（1987年 - 1989年, 2004年 - 2009年）、二軍バッテリーコーチ補佐（2001年 - 2003年）を務めた。
横浜コーチ時代は親身な指導で多くの選手を助け、三浦大輔のボールをプロ入り当時から受けたほか、調子が悪くて二軍落ちした時も優しい言葉で心のケアをした。他チームのキャンプなどを視察し、練習方法の違いも学んだ。
2008年12月には野球タイ王国代表候補の指導に当たり、2009年7月には韓国KBO・SKワイバーンズ臨時捕手インストラクターも務めた。
2010年からはフロントへ異動し、同年は横浜と提携している中国野球リーグ・天津ライオンズ二軍監督として派遣されることが発表された。
退団後は60歳を機に帰郷し、2013年に学生野球資格回復制度の1期生として指導者資格を取得。母校・秋田中央高のコーチを2年間務めた後、内川聖一や上林誠知の自主トレーニングでも打撃を指導。
2017年9月より延岡学園高校監督に就任したが、2018年8月に持病の膝の手術を行い療養に専念するため退任。

## 詳細情報

### 年度別打撃成績
| 年 度     | 球 団     | 試 合 | 打 席 | 打 数 | 得 点 | 安 打 | 二 塁 打 | 三 塁 打 | 本 塁 打 | 塁 打 | 打 点 | 盗 塁 | 盗 塁 死 | 犠 打 | 犠 飛 | 四 球 | 敬 遠 | 死 球 | 三 振 | 併 殺 打 | 打 率 | 出 塁 率 | 長 打 率 | O P S |
| --------- | --------- | ----- | ----- | ----- | ----- | ----- | -------- | -------- | -------- | ----- | ----- | ----- | -------- | ----- | ----- | ----- | ----- | ----- | ----- | -------- | ----- | -------- | -------- | ----- |
| 1977      | 大洋      | 1     | 1     | 1     | 0     | 0     | 0        | 0        | 0        | 0     | 0     | 0     | 0        | 0     | 0     | 0     | 0     | 0     | 1     | 0        | .000  | .000     | .000     | .000  |
| 1979      | 大洋      | 35    | 32    | 28    | 3     | 6     | 2        | 0        | 0        | 8     | 1     | 0     | 0        | 0     | 0     | 4     | 0     | 0     | 10    | 1        | .214  | .313     | .286     | .598  |
| 1980      | 大洋      | 19    | 5     | 5     | 1     | 0     | 0        | 0        | 0        | 0     | 0     | 1     | 0        | 0     | 0     | 0     | 0     | 0     | 2     | 1        | .000  | .000     | .000     | .000  |
| 通算：3年 | 通算：3年 | 55    | 38    | 34    | 4     | 6     | 2        | 0        | 0        | 8     | 1     | 1     | 0        | 0     | 0     | 4     | 0     | 0     | 13    | 2        | .176  | .263     | .235     | .498  |

### 年度別守備成績
| 年度 | 試合 | 企図数 | 許盗塁 | 盗塁刺 | 阻止率 |
| ---- | ---- | ------ | ------ | ------ | ------ |
| 1979 | 23   | 7      | 7      | 0      | .000   |
| 1980 | 13   | 4      | 4      | 0      | .000   |
| 通算 | 36   | 11     | 11     | 0      | .000   |

### 記録
- 初出場：1977年6月26日、対阪神タイガース12回戦（宮城球場）、8回裏に田村政雄の代打で出場
- 初打席：同上、8回裏に上田次郎の前に三振
- 初安打：1979年5月2日、対広島東洋カープ5回戦（広島市民球場）、8回表に北別府学から単打
- 初打点：1979年10月21日、対読売ジャイアンツ26回戦（後楽園球場）、9回表に赤嶺賢勇から適時打
- 初先発出場：1979年10月24日、対ヤクルトスワローズ25回戦（草薙球場）、6番・捕手で先発出場
- 初盗塁：1980年6月17日、対ヤクルトスワローズ9回戦（横浜スタジアム）、9回裏に二盗（投手：尾花高夫、捕手：大矢明彦）

### 背番号
- 39（1976年 - 1981年）
- 84（1982年 - 1989年）
- 93（2001年 - 2009年）